# Nordhausen (Unterschneidheim)
Nordhausen ist ein Teilort der Gemeinde Unterschneidheim im Ostalbkreis. Zusammen mit dem Weiler Harthausen war Nordhausen bis zur Eingemeindung am 1. Januar 1974 eine selbstständige Gemeinde.

## Geographie

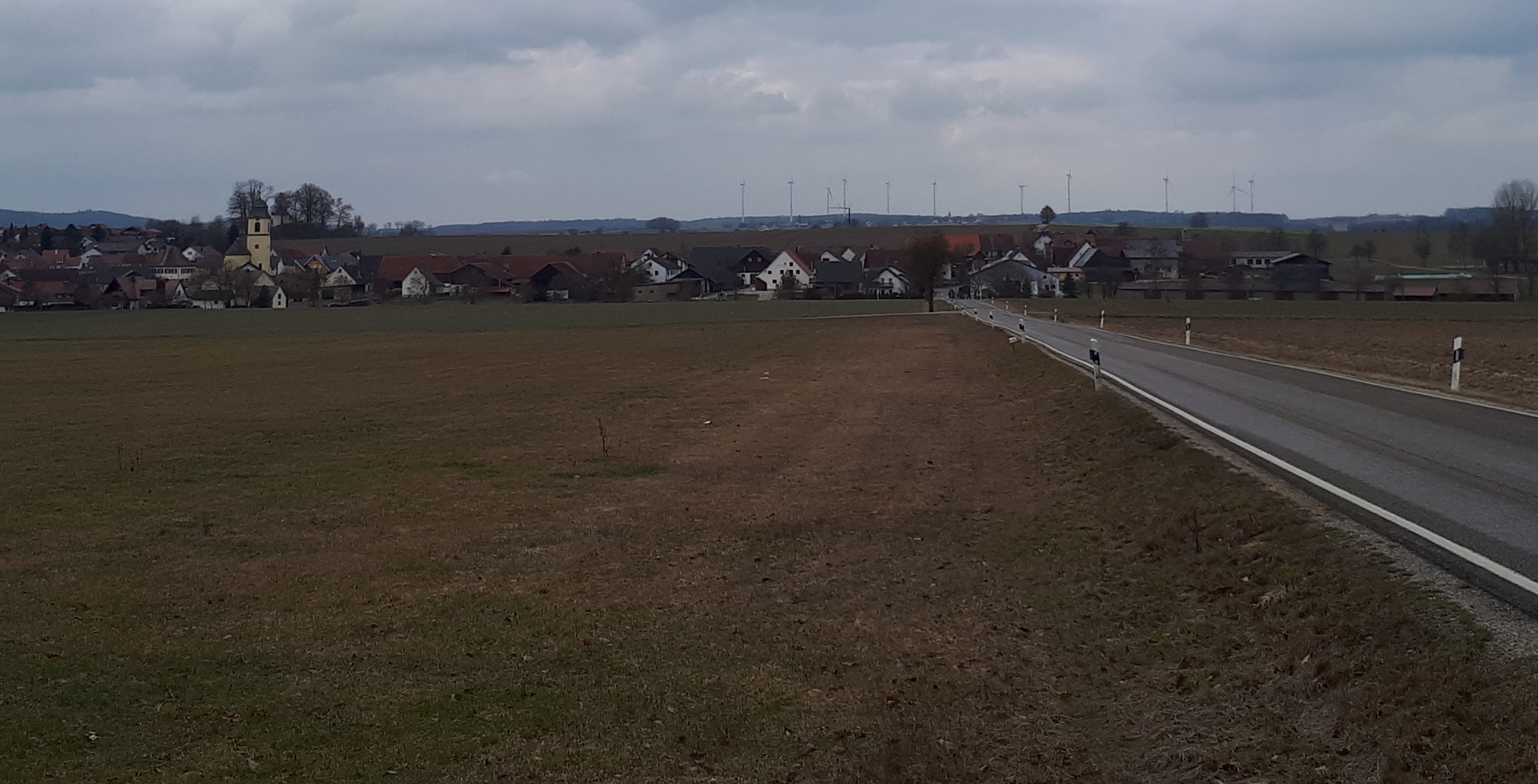
Dorfansicht

### Geographische Lage
Nordhausen im Ostalbkreis gehört der Gemeinde Unterschneidheim an und liegt in der Nähe der bayerischen Grenze zwischen den Städten Dinkelsbühl und Nördlingen.
Genauer liegt Nordhausen rund 22 Kilometer östlich von Ellwangen am Rande des Nördlinger Ries an der bayerischen Grenze. Die Markung Nordhausen schließt das Albvorland nach Nordosten ab. Außerdem liegt Nordhausen an der europäischen Wasserscheide, auf der Seite in Richtung Schwarzes Meer (Einzugsgebiet der Donau).
Das Dorf ist landwirtschaftlich geprägt, obwohl zwischenzeitlich viele Landwirte ihre Betriebe aufgegeben haben.

### Geologie
Flach hingezogen reiht sich in der Landschaft Bodenwelle an Bodenwelle, geformt durch Ablagerungen auf dem Meeresgrund des Jurameeres vor rund 150 Millionen Jahren. 50 Millionen Jahre später erhob sich der Meeresboden. Da sich Mineralien, vor allem Kalk, Schlamm und Sand über Millionen Jahre abgelagert hatten, bildeten sich Schlamm-, Kalk- und insbesondere Tonschichten, alle in reiner oder gemischter Form. Eine kompakte Tonbank eignete sich zur Ziegelherstellung wie die ehemalige Ziegelhütte in Harthausen beweist.

### Vereine
Sportverein: SV/DJK Nordhausen-Zipplingen

## Geschichte

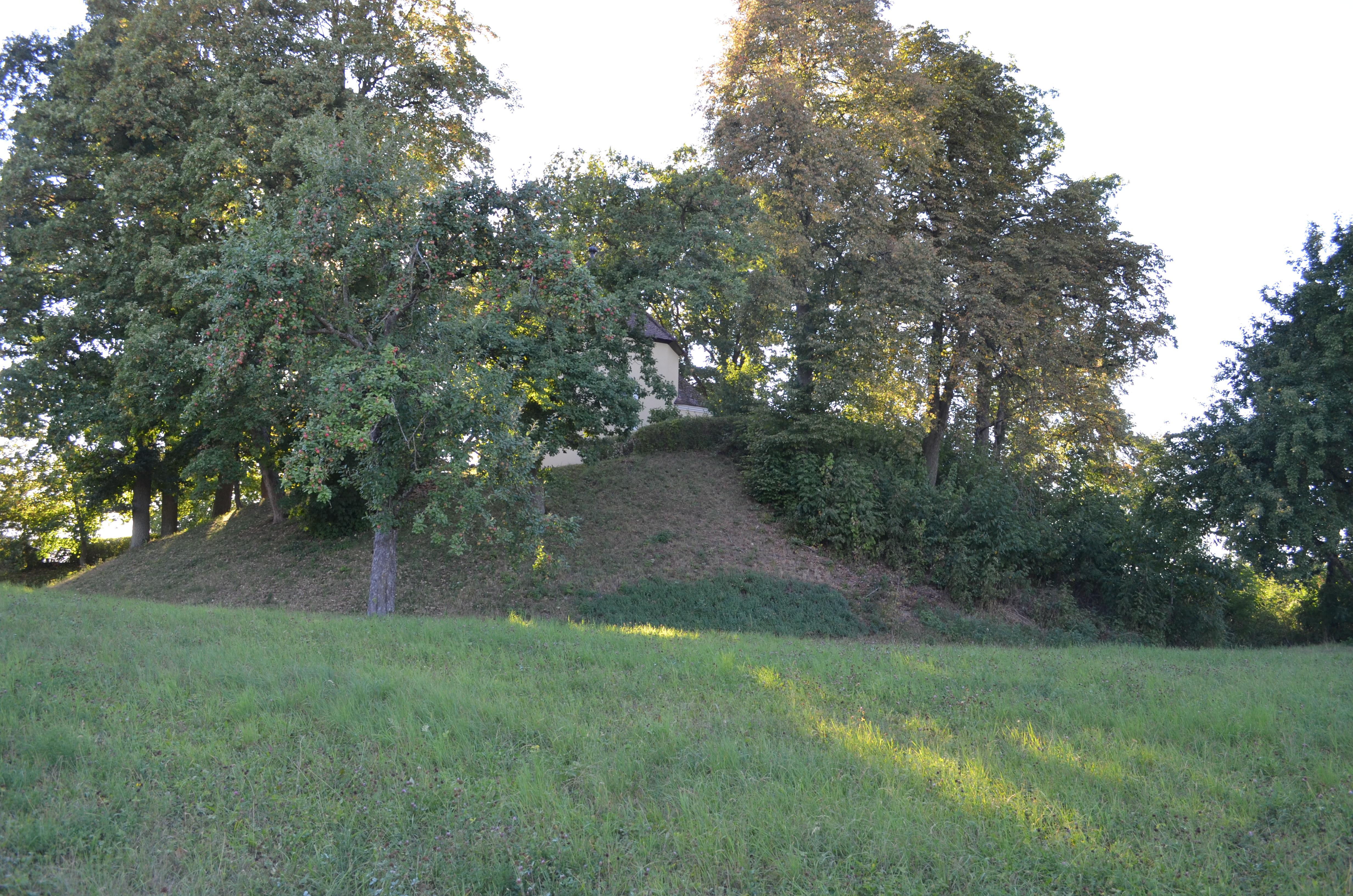
Burgstall westlich von Nordhausen

Die erste urkundliche Erwähnung geht möglicherweise auf Bertholdi de Northusen zurück, der am 7. November 1108 als Zeuge in einer Schenkung Liutgards an das Kloster Blaubeuren erscheint. Der Ort Nordhausen wird im Württembergischen Urkundenbuch als „unermittelt“ dargestellt, könnte jedoch mit Nordhausen bei Unterschneidheim übereinstimmen. Unzweifelhaft hingegen ist die Nennung im Jahre 1153. In dieser Urkunde wurde der Verkauf einer zinspflichtigen Witwe beurkundet die aus Not ihr Eigengut in Anhausen an Dekan Bruno verkaufte. Dieser entschädigte daraufhin den Freien Burchhard von Nordhausen, der wahrscheinlich identisch ist mit Burchhard von Cronheim, mit 3 „Talenten“ um im Gegenzug den halben Kirchenzehnt von Schneidheim, den er zurückhielt, der dortigen Pfarrei wieder zu überlassen. Als Zeuge ist Graf Kuno von Oettigen aufgeführt. Die Herren von Nordhausen, die sich auch von Schneidheim nannten, hatten ihren Sitz auf der mittelalterlichen Turmhügelburg am westlichen Ortsrand. Spätestens ab der zweiten Hälfte des 14. Jahrhunderts war die Burg nicht mehr bewohnt und war verfallen. Dies geht aus einer Verkaufsurkunde vom 7. September 1384 hervor. Darin verkauften Carl von Gisslingen (Geislingen Ortsteil von Unterschneidheim) und dessen Ehefrau Catharina von Mannsberg dem Dinkelsbühler Bürger Friderich Houer den Burgstall in Schneidheim (Snatten) den sie von Catharina der Güssen, der Witwe des Cunrat von Pfahlheim und ihrem Sohn Rudolf von Pfahlheim abgekauft hatten.
Am 1. Januar 1974 wurde die bis 1972 im Landkreis Aalen und anschließend im Ostalbkreis gelegene Gemeinde Nordhausen in die Gemeinde Unterschneidheim eingegliedert.

## Sehenswürdigkeiten
Zu erwähnen ist die schöne Ölbergkapelle auf dem ehemaligen Burghügel am westlichen Ortsrand des Ortes. Weitere Sehenswürdigkeiten sind der Dorfweiher mit Freizeitanlage.

## Wappen
Am 24. Mai 1960 wurde für Nordhausen die Flaggenfarbe Schwarz-Weiß (Schwarz-Silber) und als Wappen „in gespaltetenem Schild vorne in Silber (Weiß) ein durchgehendes schwarzes Kreuz, hinten in Rot eine silberne (weiße) Muschel“ verliehen. Das Deutschordenskreuz weist auf die seit 1313 nachgewiesene Herrschaft des Deutschen Ordens in Nordhausen hin. Die Muschel ist aus dem Wappen der Freiherren von Eyb entnommen. Sie soll an den Deutschordenskomtur Friedrich Carl von Eyb erinnern. Unter diesem ist die Kirche in Nordhausen erbaut worden (1751).

## Einwohnerentwicklung
| Jahr | Einwohner |
| ---- | --------- |
| 1812 | 365       |
| 1845 | 293       |
| 1886 | 338       |
| 1900 | 272       |
| 1906 | 260       |
| 1951 | 381       |
| 1961 | 326       |
| 1970 | 291       |
| 1973 | 305       |
| 1981 | 281       |
| 1989 | 301       |
| 2007 | 312       |

## Persönlichkeiten

### Söhne und Töchter des Ortes
- Theodor Mäulen (1844–1898), Oberamtmann in Tuttlingen